# لوئیس کاروایو
لوئیس کاروایو (انگلیسی: Luis Carvallo; ۱ ژانویهٔ ؟ – تاریخ ورودی نامعتبر است) بازیکن فوتبال اهل شیلی بود.
از باشگاه‌هایی که در آن بازی کرده‌است می‌توان به باشگاه فوتبال کولو-کولو اشاره کرد.